# Richard Virenque

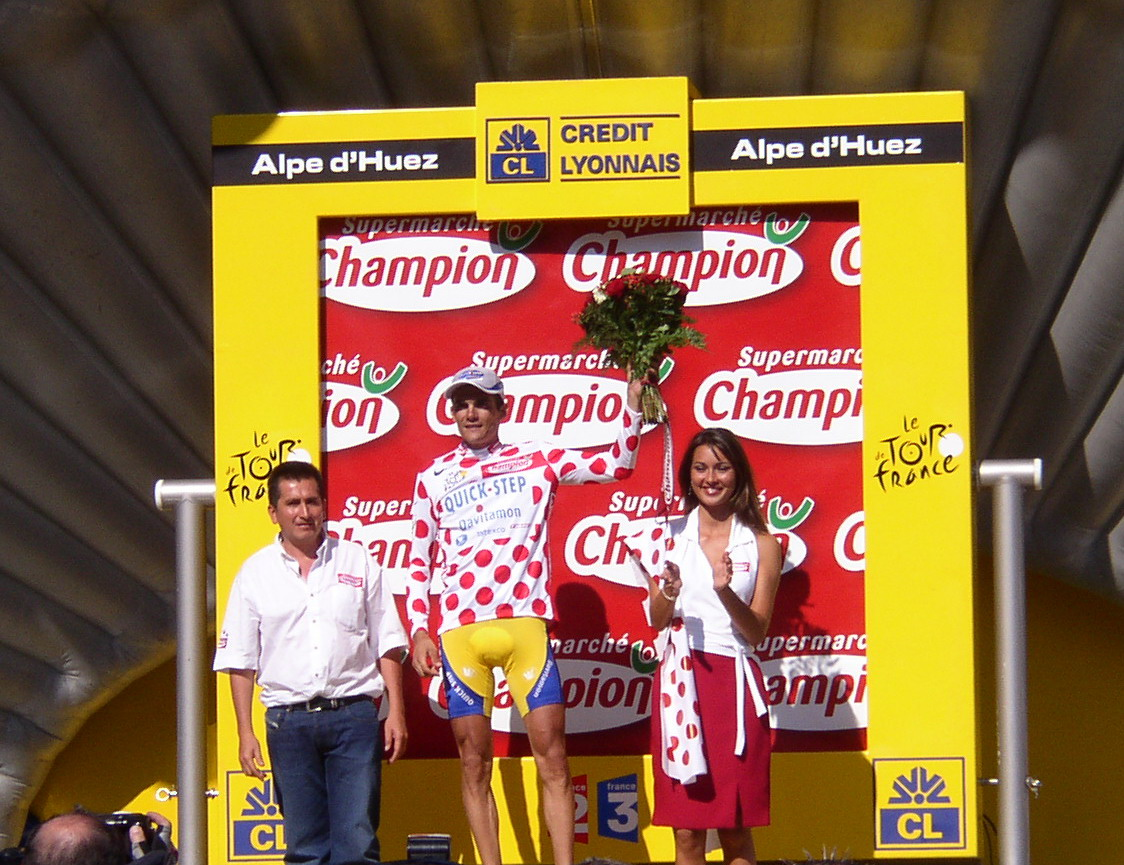
Virenque in de bolletjestrui (2003)

Richard Virenque (Casablanca (Marokko), 19 november 1969) is een voormalig Frans wielrenner. Hij was een klimmer. Virenque won zeven keer het bergklassement in de Ronde van Frankrijk, anno 2023 het absolute record.

## Wielerloopbaan

### De Fransechouchou
Richard Virenque begon zijn profcarrière in 1991 bij de RMO-ploeg die hij in 1993 verruilde voor Festina. Het duurde niet lang vooraleer Virenque de nieuwe chouchou (lieveling) van het Franse wielrennen zou worden. Hij brak een jaar na zijn debuut namelijk al door in de Ronde van Frankrijk toen hij als jongste deelnemer één dag de gele trui droeg en bovendien vele dagen de bolletjestrui. Twee jaar nadien bevestigde hij zijn status door een etappe in de Tour te winnen, vijfde te worden in het eindklassement en bovendien de bolletjestrui tot in Parijs te dragen.
In de drie jaar die volgden won hij steeds de bolletjestrui en ook elk jaar één etappe. Bovendien werd hij in 1996 derde en in 1997 tweede, waarmee hij de eerste Fransman sinds Laurent Fignon was die op het Tourpodium stond. In 1998 was Richard Virenque dan ook een groot favoriet voor de eindzege.

### Dopingperikelen
Het liep echter anders. Jarenlang waren Richard Virenque en zijn tijdgenoot Laurent Jalabert de populairste wielrenners van Frankrijk, maar beiden zagen hun goede reputatie gefnuikt vanwege dopingperikelen. Virenque viel in juli 1998 van zijn voetstuk. Willy Voet, verzorger van zijn ploeg Festina, werd kort voor de Tour aangehouden met een grote hoeveelheid doping (epo) in zijn auto. Toen dit voor de ploeg bestemd bleek te zijn, werd de volledige ploeg uit de ronde gezet. Tijdens verhoren door de politie bekenden alle renners, met uitzondering van Virenque en Pascal Hervé, en de ploegleiding het gebruik van epo. Omdat Virenque nooit positief was bevonden, kon de UCI hem niet schorsen voor dopinggebruik. In 1999 deed Virenque, voor de Italiaanse ploeg Team Polti, weer mee aan de Tour en won wederom het bergklassement. Dat lukte hem niet in 2000, maar toen won hij wel een etappe en werd zesde in het eindklassement.
Kort nadien bekende Richard Virenque echter alsnog het gebruik van doping en kreeg alsnog zijn schorsing. Hij werd geschorst voor negen maanden en kreeg een geldboete opgelegd van 4000 Zwitserse franc. De schorsing ging in februari in, waardoor hij bijna het hele jaar 2001 moest missen. Na afloop van zijn schorsing kreeg hij tegen de verwachting een contract bij Domo-Farm Frites en verbaasde velen met een zege in Parijs-Tours, na een monsterontsnapping met Jacky Durand. Het jaar erop keerde hij weer terug in de Tour en won prompt weer een etappe. De bolletjestrui moest hij toen nog aan Laurent Jalabert laten.
In 2003 en 2004 wist hij weer de bolletjestrui te veroveren. Beide jaren won hij ook een etappe, maar in het klassement zou hij geen rol van betekenis meer spelen. Later in 2004 zette hij een punt achter zijn roerige loopbaan.

### Zeven keer bolletjestrui Ronde van Frankrijk
Richard Virenques zeven zeges in het bergklassement zijn een absoluut record. Critici, onder wie zesvoudig winnaar Lucien Van Impe, wijzen er echter op dat Virenque zelden veel tegenstand had en zeker tegen het eind van zijn carrière de bergpunten vooral bij elkaar sprokkelde in de minder hoge bergen.
Na de Festina-affaire werd Virenque door een groot deel van het wielerpubliek (en een deel van zijn collega's) verguisd als een verrader, maar tegelijk ongekend populair bij een ander, voornamelijk Frans, deel van het publiek dat vond dat hem onrecht was aangedaan. In Frankrijk bleef Virenque ondanks zijn dopingperikelen enorm populair en werd "Richard Leeuwenhart" genoemd, naar de weliswaar Engelse koning Richard I (1157–1199).
Naast de overwinningen in de Ronde van Frankrijk bestaan de meeste van Virenques zeges uit criteriums. Hij won echter ook een etappe in de Ronde van Italië 1999 (toen leek dat de Tourdirectie hem voor de Tour van dat jaar zou uitsluiten), de klimmerstrofee in 1994, de Ronde van Piëmont in 1996 en in totaal vier etappes in de Dauphiné Libéré.
Na zijn carrière begon Virenque onder andere een lijn van sieraden, samen met zijn vrouw, onder de naam 'Le Sept'. In augustus 2006 raakte hij zwaargewond bij een valpartij tijdens een fietstocht in de buurt van Grenoble. Virenque werd na zijn sportloopbaan actief als onder meer commentator bij wielerwedstrijden bij de Franse Eurosport. Tijdens de Ronde van Frankrijk is hij de gastheer van Carrefour, de sponsor van de bolletjestrui, in het Village Départ en aan de aankomstlijn.

## Palmares

### Ronde van Frankrijk
- 1992 - 25e
- 1993 - 19e
- 1994 - 5e,  winnaar bergklassement en twaalfde etappe
- 1995 - 9e,  winnaar bergklassement en vijftiende etappe
- 1996 - 3e,  winnaar bergklassement en strijdlustigste renner
- 1997 - 2e,  winnaar bergklassement en vijftiende etappe en strijdlustigste renner
- 1998 - niet uitgereden; na 6e etappe uitgesloten in verband met de Festina-affaire
- 1999 - 8e,  winnaar bergklassement
- 2000 - 6e, winnaar zestiende etappe
- 2002 - 16e, winnaar veertiende etappe
- 2003 - 15e,  winnaar bergklassement en zevende etappe
- 2004 - 15e,  winnaar bergklassement, tiende etappe en strijdlustigste renner

### Overige overwinningen
1992
- Twee criteriums

1993
- 1e etappe Ronde van de Limousin

1994
- Klimmerstrofee
- 2e etappe Route du Sud
- Boucles de l'Aulne
- Drie criteriums

1995
- Polynormande
- 4e en 6e etappe Dauphiné Libéré
- Drie criteriums

1996
- 4e etappe Dauphiné Libéré
- Eindklassement Ronde van Piëmont
- Drie criteriums

1997
- Polynormande
- 2e etappe deel b Ronde van de Middellandse Zee
- Zes criteriums
- GP La Marseillaise

1998
- 6e etappe Dauphiné Libéré
- Châteauroux-Limoges
- Eén criterium

1999
- 13e etappe Ronde van Italië
- Drie criteriums

2000
- Vier criteriums

2001
- Parijs-Tours

2002
- Eén criterium

2003
- Eén criterium

2004
- Drie criteriums

## Resultaten in voornaamste wedstrijden
| Jaar | Ronde van Italië | Ronde van Frankrijk | Ronde van Spanje |
| ---- | ---------------- | ------------------- | ---------------- |
| 1991 |                  |                     |                  |
| 1992 |                  | 25e                 |                  |
| 1993 |                  | 19e                 |                  |
| 1994 |                  | 5e (1)              |                  |
| 1995 |                  | 9e (1)              | 5e               |
| 1996 |                  | ↑                   |                  |
| 1997 |                  | ↑ (1)               |                  |
| 1998 |                  | uitgesloten         | 11e              |
| 1999 | 14e (1)          | 8e                  |                  |
| 2000 |                  | 6e (1)              | 16e              |
| 2001 |                  |                     | 24e              |
| 2002 |                  | 16e (1)             |                  |
| 2003 |                  | 16e (1)             | uitgesloten      |
| 2004 |                  | 15e (1)             |                  |

| Jaar | Milaan-San Remo | Amstel Gold Race | Luik-Bast.‑Luik | Ronde van Lombardije | Parijs-Tours | Bretagne Classic | Clásica San Sebastián |  | WK op de weg |  | Wereldranglijsten |
| ---- | --------------- | ---------------- | --------------- | -------------------- | ------------ | ---------------- | --------------------- |  | ------------ |  | ----------------- |
| 1991 |                 | 107e             |                 | 29e                  |              |                  |                       |  |              |  |                   |
| 1992 | 18e             |                  | 21e             |                      |              | 15e              |                       |  |              |  |                   |
| 1993 | 54e             | 33e              |                 |                      |              | 14e              |                       |  | 20e          |  |                   |
| 1994 | 24e             | 9e               | 19e             |                      |              | ↑                | 13e                   |  | ↑            |  |                   |
| 1995 | 93e             | 35e              |                 |                      |              | 12e              |                       |  | 6e           |  |                   |
| 1996 | 60e             | 44e              | 8e              | 7e                   | 53e          | 16e              | 4e                    |  | 5e           |  | 14e (UWB)         |
| 1997 | 43e             | 33e              | 14e             | 27e                  | 62e          | 6e               | 9e                    |  | 60e          |  | 17e (UWB)         |
| 1998 | 41e             |                  | 65e             | 20e                  |              | 14e              |                       |  |              |  |                   |
| 1999 | 63e             |                  | 35e             |                      |              |                  | 27e                   |  |              |  |                   |
| 2000 | 153e            | 86e              | 81e             | 19e                  | 64e          |                  | 35e                   |  | 32e          |  |                   |
| 2001 |                 |                  |                 | 4e                   | ↑            |                  |                       |  | 31e          |  |                   |
| 2002 | 57e             |                  |                 |                      | 15e          | 35e              | 17e                   |  | 108e         |  |                   |
| 2003 | 61e             |                  | 55e             |                      |              |                  | 13e                   |  |              |  |                   |
| 2004 |                 |                  |                 |                      |              |                  | 17e                   |  |              |  |                   |